# Ábside Media
Ábside Media, cuya razón social es Ábside Media, S. L., es un grupo de comunicación español, propiedad de la Conferencia Episcopal Española. Su actividad se centra en la producción y exhibición de contenidos audiovisuales. Actualmente, opera el canal de televisión Trece y las emisoras de radio COPE, Cadena 100, MegaStar FM y Rock FM.
Están asociados con Ábside Media todos los medios pertenecientes a Vocento.

## Historia
El 13 de noviembre de 2020, la Conferencia Episcopal Española anunció que había creado Ábside Media, una nueva sociedad para agrupar sus medios de comunicación, las emisoras de radio del Grupo COPE y el canal de televisión Trece. La sociedad sería propietaria del 75% de COPE y del 99% de Trece.
El 17 de marzo de 2022, el consejero delegado, Fernando Giménez Barriocanal, anunció que no se había descartado que el grupo de comunicación de la Iglesia católica en España saliera a bolsa en un futuro.
El 30 de junio de 2022, el grupo reorganizó su estructura administrativa, nombrando a José Luis Restán como presidente y a Javier Visiers como consejero delegado de la empresa.

## Actividades
El grupo de comunicación es propietario del canal de televisión generalista de ámbito nacional, Trece, y del 75% del grupo de emisoras de radio españolas, Grupo COPE.

### Televisión
| Logo | Canal                         | Inicio de transmisiones           | Formato de imagen |
| ---- | ----------------------------- | --------------------------------- | ----------------- |
|      | Trece Canal generalista.      | 29 de noviembre de 2010 (14 años) | HD                |
|      | Popular TV Canal generalista. | 29 de noviembre de 2005 (19 años) | HD                |

### Radio
El Grupo COPE está conformado por las emisoras de radio COPE, Cadena 100, MegaStar FM y Rock FM.
| Logo | Emisora                      | Inicio de transmisiones           |
| ---- | ---------------------------- | --------------------------------- |
|      | COPE Emisora generalista.    | 1 de enero de 1979 (46 años)      |
|      | Cadena 100 Emisora musical.  | 1 de mayo de 1992 (33 años)       |
|      | MegaStar FM Emisora musical. | 2 de septiembre de 2013 (11 años) |
|      | Rock FM Emisora musical.     | 4 de noviembre de 2004 (20 años)  |